# Karl Hoeber
Karl Hoeber (* 8. Februar 1867 in Diez; † 5. November 1942 in Köln) war ein deutscher katholischer Journalist und Schriftsteller.

## Leben
Hoeber entstammte einer Beamtenfamilie aus Nassau, wuchs in Wiesbaden auf und machte dort am Gelehrten Gymnasium 1887 das Abitur. Anschließend studierte er Philosophie, Geschichte, Germanistik und auch Jura an den Universitäten Heidelberg, Freiburg/Breisgau und Straßburg/Elsass. Als Student schloss er sich jeweils den katholischen Studentenverbindungen des KV an: Palatia Heidelberg, Brisgovia Freiburg und Frankonia-Straßburg und wurde später bei etlichen weiteren Verbindungen Ehrenphilister.
1891 legte Hoeber die Staatsprüfung für das höhere Lehramt in den Fächern Deutsch, Geschichte und Latein ab und unterrichtete an einem Gymnasium in Straßburg, bis er 1905 Direktor des Kaiserlichen Lehrerseminars in Metz wurde. Als 1907 Hermann Cardauns als Hauptschriftleiter (Chefredakteur) bei der Kölnischen Volkszeitung ausschied, wurde er dessen Nachfolger bis zum Jahre 1933.

## Bedeutung
Als Chefredakteur war Hoeber ein führender Kopf der katholischen Tagespresse, darüber hinaus nahm er entscheidenden Einfluss auf das katholische Geistesleben. 1903 gründete er zusammen mit Carl Muth die Kulturzeitschrift Hochland, die den deutschen Katholizismus aus seiner kulturellen Isolierung befreien sollte. An Publikationen der Görres-Gesellschaft, insbesondere dem Staatslexikon, arbeitete er intensiv mit, darüber hinaus publizierte er in verschiedensten Presseorganen von katholischen Organisationen.
Politisch war Hoeber ein Anhänger des Zentrums, das aber nach seiner Ansicht jedoch keine katholische Organisation, sondern eine christliche Partei sein sollte. Wenn er auch ab 1914 wie die meisten Deutschen von vaterländischer Begeisterung erfüllt war, sah er die spätere Radikalisierung und die Entwicklung des Nationalsozialismus kritisch und mit großer Sorge.
Er sah nach der Machtergreifung durch die Nationalsozialisten „die Welt der Werte, für die er gelebt, gearbeitet und gestritten hatte, in einem Weltbrand“ untergehen.
Hoeber unterstützte die Bestrebungen des Vereins für das Deutschtum im Ausland, wurde 1927 Vorsitzender dessen Landesverbands Mittelrhein und publizierte auch über die Probleme der Auslandsdeutschen. Er gehörte zu den führenden Vertretern der Rheinstaatsidee und gab maßgebliche Handbücher für die katholischen Studentenvereine heraus.
Hoeber, der auch Vorstandsmitglied der Kölner Literarischen Gesellschaft war, betätigte sich umfangreich literarisch. Bereits 1894 veröffentlichte er eine Biographie über den Dichter Friedrich Wilhelm Weber, die 1908 in dritter Auflage erschien. Schulausgaben lateinischer und deutscher Klassiker wurden von ihm herausgegeben und mit Kommentaren versehen, er forschte über Dante und gab Dante-Übersetzungen heraus. 1930 schrieb er eine Biographie über Carl Sonnenschein.
Besondere Bedeutung hatte Hoeber beim Kartellverband katholischer deutscher Studentenvereine (KV). Von 1891 bis 1923 redigierte er dessen  Verbandszeitschrift Akademische Monatsblätter, die unter ihm ein anerkannt hohes Niveau hatte. 1900 erschien das von Hoeber verfasste Handbuch für KVer. Unter dem Titel Morgenrot veröffentlichte er 1917 eine „Feldgabe für die im Heeresdienst stehenden Studenten“. Wegen seiner besonderen Verdienste wurde Hoeber Ehrenphilister der KV-Verbindungen Suevia-Köln, Nassovia-Gießen, Merowingia-Rheinland Köln und Arminia Bonn (bei der Konrad Adenauer aktiv gewesen war).

## Schriften
als Autor
- F. W. Weber. Leben und Dichtung. 3. Auflage. Schöningh, Paderborn 1908.
- Beiträge zur Kenntnis des Sprachgebrauchs im Volkslied des 14. und 15. Jahrhunderts. Verlag Meyer & Müller, Berlin 1908 (zugl. Dissertation, Universität Strassburg 1908).
- Das deutsche Universitäts- und Hochschulwesen. Kösel Verlag, Kempten 1912 (Sammlung Kösel; 54).
- Der Verband der katholischen Studentenvereine Deutschlands. 2. Auflage. VA Tyrolia, Innsbruck 1921.
- Carl Sonnenschein. Studentenführer und Großstadtseelsorger. Buchverlag Germania, Berlin 1930.
- Gegen die negative Kritik an der katholischen Tagespresse. Verlag Katholische Tat, Köln 1932, 2. Auflage 1932.

als Herausgeber
- Morgenrot. Eine Feldgabe von Mitgliedern des Verbandes der katholischen Studentenvereine. Volksverein-Verlag, Mönchen-Gladbach 1917.
- Handbuch für die Mitglieder des Verbandes der katholischen Studentenvereine Deutschlands. 4. Auflage. Verlag Bachem, Köln 1921.